# Beka Records

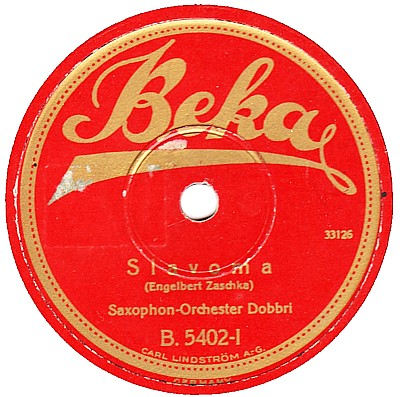
Een plaat op Beka

Beka Records  was een Duits platenlabel, dat actief was van ongeveer 1903 tot 1925. Het was in de jaren 20 in Duitsland een van de bekendste platenlabels. Voor de Eerste Wereldoorlog bracht Beka ook grammofoonplaten uit in het Verenigd Koninkrijk onder het label Beka-Grand Records. De onderneming werd in 1917 een sublabel van de Carl Lindström Company, dat in 1926 werd verkocht aan Columbia Graphophone Company.
Artiesten die op het label uitkwamen waren onder meer Bert Alvey, Jessie Broughton, Albertina Cassani, Lucia Cavalli, Cook & Carpenter, Gerhard Ebeler, Kappelle Willy Krug, Kapelle Merton, Phillip Ritte en verschillende orkesten.